# Zelotes barkol
Zelotes barkol är en spindelart som beskrevs av Norman I. Platnick och Song 1986. Zelotes barkol ingår i släktet Zelotes, och familjen plattbuksspindlar. Inga underarter finns listade.
Arten är utbredd i Xinjiang i Kina och har fått sitt namn från orten Barkol.